# گایتانیته
گایتانیته (به بلغاری: Gaytanite) یک منطقهٔ مسکونی در بلغارستان است که در شهرستان گابروو واقع شده‌است.